# 12070 Kilkis
12070 Kilkis eller 1998 FK63 är en asteroid i huvudbältet som upptäcktes den 20 mars 1998 av LINEAR i Socorro County, New Mexico. Den är uppkallad efter Siir Sirinyasam Kilkis.
Asteroiden har en diameter på ungefär 3 kilometer och den tillhör asteroidgruppen Nysa.